# Municipio de Danville (Misuri)
El municipio de Danville (en inglés: Danville Township) es un municipio ubicado en el condado de Montgomery en el estado estadounidense de Misuri. En el año 2010 tenía una población de 1950 habitantes y una densidad poblacional de 7,13 personas por km².

## Geografía
El municipio de Danville se encuentra ubicado en las coordenadas 38°52′42″N 91°32′45″O / 38.87833, -91.54583. Según la Oficina del Censo de los Estados Unidos, el municipio tiene una superficie total de 273.62 km², de la cual 271,65 km² corresponden a tierra firme y (0,72 %) 1,97 km² es agua.

## Demografía
Según el censo de 2010, había 1950 personas residiendo en el municipio de Danville. La densidad de población era de 7,13 hab./km². De los 1950 habitantes, el municipio de Danville estaba compuesto por el 97,79 % blancos, el 0,36 % eran afroamericanos, el 0,05 % eran amerindios, el 0,21 % eran asiáticos, el 0,21 % eran de otras razas y el 1,38 % eran de una mezcla de razas. Del total de la población el 0,67 % eran hispanos o latinos de cualquier raza.